# 김려령
김려령(金呂玲, 1971년~)은  대한민국의 소설가이다.
서울예술대학교 문예창작과룰 졸업했다. 문학동네 어린이문학상, 마해송문학상, 창비청소년문학상을 받았으며 첫 소설 『완득이』가 청소년뿐만 아니라 성인 독자까지 아우르며 큰 사랑을 받아 영화로도 만들어져 다시 한 번 주목받았다. 

대표 작품으로 『가시고백』 『우아한 거짓말』 『내 가슴에 해마가 산다』 『기억을 가져온 아이』 『요란요란 푸른아파트』 『그 사람을 본 적이 있나요?』 가 있다. 『우아한 거짓말』은 ‘2012 IBBY(국제아동청소년도서협의회) 아너리스트’로 선정되었고 영화로도 제작되었다.

## 주요 작품
- 2013년 《너를 봤어》ISBN 9788936434045
- 2013년 《파란 아이》ISBN 9788936456504
- 2012년 《가시고백》 ISBN 9788949123264
- 2011년 《그 사람을 본 적이 있나요?》 ISBN 9788954615747
- 2009년 《우아한 거짓말》 ISBN 9788936456221
- 2009년 《천둥 치던 날》 ISBN 9788932019864
- 2008년 《완득이》 ISBN 9788936433635
- 2008년 《요란 요란 푸른 아파트》 ISBN 9788932019024
- 2007년 《내 가슴에 해마가 산다》 ISBN 9788954604048
- 2007년 《기억을 가져온 아이》 ISBN 9788932017792

## 상훈
- 2007년 - 제1회 <창비청소년문학상>
- 2007년 - 제3회 <마해송문학상>
- 2007년 - 제8회 <문학동네어린이문학상 대상>

## 같이 보기
- 한국 문학
- 한국의 소설가 목록